# Нижний Сардык
Нижний Сардык (баш. Түбәнге Сәрҙек) — деревня в Туймазинском районе Республики Башкортостан Российской Федерации. Входит в состав Татар-Улкановского сельсовета.

## География

### Географическое положение
Расстояние до:
- районного центра (Туймазы): 21 км,
- центра сельсовета (Татар-Улканово): 9 км,
- ближайшей ж/д станции (Кандры): 20 км.

## Население
| 2002 | 2009 | 2010 |
| ---- | ---- | ---- |
| 192  | ↗231 | ↘209 |

Национальный состав
Согласно переписи 2002 года, преобладающие национальности —  башкиры (65 %), татары (31 %).